# Shinai

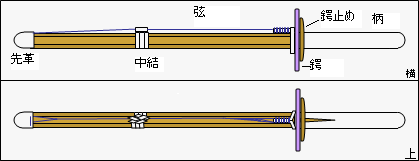
Esquema d'un shinai

Un shinai (en japonès 竹刀, literalment sabre 刀 de bambú 竹) és un sabre d'entrenament, concretament de 4 tires primes de bambú lligades amb tires de cuir que imita a una katana o sabre japonès, que s'utilitza en la pràctica del kendo per la seva extrema flexibilitat i l'extraordinària resistència als cops.
Pesa aproximadament 500 grams i mesura a prop d'un metre.
És més flexible que el bokken, que es diferencia bàsicament per estar fet de fusta. Així, el shinai és més segur per a l'entrenament de principiant, ja que evita fractures òssies.

## Història
La utilització del shinai des de l'entrenament fins al combat amb sabre es remunta al segle xvii. Aquesta arma d'entrenament fou posada a punt amb la finalitat de reemplaçar la pràctica amb bokken, sabre de roure, que limitava la pràctica. Combinada amb les proteccions, anomenades bogu, la utilització del shinai permet un entrenament de la rapidesa i dels cops reals sense perill per als practicants.
L'entrenament de kenjutsu (l'avantpassat del kendo modern) amb el shinai porta diversos segles imposant-se en les diferents escoles de sabre del Japó. L'entrenament amb shinai ha suplert, progressivament, l'entrenament amb el garrot dels katas. Efectivament, nombroses escoles de sabre mantenen que per aprendre d'autèntica l'essència del combat a mort, és necessari que els dos adeptes s'equipin amb el bogu i utilitzin el shinai amb la finalitat de poder imaginar-se dins la confusió que resulta d'un entrenament agosarat i sense moderació.